# Le Fief-Sauvin
Le Fief-Sauvin est une ancienne commune française située dans le département de Maine-et-Loire, en région Pays de la Loire, devenue le 15 décembre 2015 une commune déléguée au sein de la commune nouvelle de Montrevault-sur-Èvre.

## Géographie

### Localisation
Commune angevine des Mauges, Le Fief-Sauvin se situe au nord-ouest de Beaupréau, sur les routes D 80, Beaupréau, et D 146, La Chapelle du Genêt.
Le territoire des Mauges est la petite région qui couvre la partie sud-ouest du Maine-et-Loire, délimitée au nord par la Loire (fleuve) et à l'est par le Layon (rivière).

### Aux alentours
Les communes aux alentours sont Beaupréau (4 km), Montrevault (4 km), La Chapelle-du-Genêt (5 km), Saint-Pierre-Montlimart (6 km), Le Puiset-Doré (6 km), La Salle-et-Chapelle-Aubry (6 km), Saint-Rémy-en-Mauges (6 km), Gesté (7 km), Saint-Philbert-en-Mauges (8 km) et La Chaussaire (8 km).

### Topographie, géologie et relief
L'altitude de la commune varie de 28 à 109 mètres, pour une altitude moyenne de 85 mètres.
Son territoire s'étend sur plus de 30 km2 (3 029 hectares). Il se situe sur l'unité paysagère du Plateau des Mauges.
Plusieurs sites naturels comportent une inscription :
- Forêt de Leppo, zone naturelle d'intérêt écologique, faunistique et floristique (ZNIEFF), forêt mixte de feuillus (chênes) et résineux (pins maritimes) sur sol argileux, zone s’étendant sur les communes du Fief-Sauvin, Le Puiset-Doré et Saint-Rémy-en-Mauges[7] ;
- Vallée de l'Èvre, zone naturelle d'intérêt écologique, faunistique et floristique (ZNIEFF), vallée sinueuse alternant prairies humides, coteaux secs, éboulis rocheux, formations boisées, landes, et s'étendant sur douze communes, dont Le Fief-Sauvin[7] ;
- Méandre abandonné de la Maison Neuve, site présélectionné à l'Inventaire national du patrimoine géologique (INPG), dont le paysage permet de deviner l’ancien méandre emprunté par l’Èvre et limité par les collines adjacentes[7],[8].

### Hydrographie
La rivière l'Èvre longe la partie Est de son territoire.

### Climat
Son climat est tempéré, de type océanique. Le climat angevin est particulièrement doux, du fait de sa situation entre les influences océaniques et continentales. Généralement les hivers sont pluvieux, les gelées rares et les étés ensoleillés.

## Urbanisme
Morphologie urbaine : Le village s'inscrit dans un territoire essentiellement rural.
En 2011 on trouvait 669 logements sur la commune du Fief-Sauvin, dont 95 % étaient des résidences principales, pour une moyenne sur le département de 91 %, et dont 83 % des ménages en étaient propriétaires.

## Toponymie

### Village du Fief-Sauvin
Formes anciennes du nom : Failum vers 1130, Fadilum vers 1055-1083, Failliacrum vers 1103, Le Fief Sauvin en 1793, et Le Fief-Sauvin et Villeneuve en 1801, puis Le Fief-Sauvin.
Son nom aurait pour origine fail, dérivé du latin fagus (hêtre), et de silvanum, dérivé du latin silva (bois, forêt), Le Fief-Sauvin signifiant « la forêt des hêtres ».

### Village de Villeneuve
Formes anciennes du nom : capella sancte Marie de Villa Nova en 1060, Paochia de Villa Nova in Castellamia Montis Rebellis en 1240, L'iglise de Ville Nove en 1299, Villeneuve-en-Mauges au XVIIe siècle puis Ville-neuve-en-Mauges et Villeneuve.

### Gentilé
Nom des habitants : Silvanois, ou Ferfléens, Flaviens.

## Histoire

### Préhistoire
Le territoire du Fief-Sauvin se situe au cœur d'un emplacement d'habitat préhistorique, sur lequel on a trouvé un menhir, le menhir de Bréau (ou de Brandt, de Brault), des haches de pierre polie, des plaquettes de pierre perforées, etc,,.
On y trouve La Ségourie, comprenant un oppidum gaulois puis Segora, ancienne station romaine se trouvant sur la voie de Poitiers à Nantes.

### Moyen Âge
La paroisse du Fief-Sauvin relève au Moyen Âge de la seigneurie de Bohardy.

### Ancien Régime
Au XVIIIe siècle la paroisse dépend du diocèse d'Angers, du doyenné des Mauges et de l'élection d'Angers.

### Révolution
À la réorganisation administrative qui suit la Révolution, Le Fief-Sauvin et Villeneuve sont rattachées en 1790 au canton de Beaupreau (en 1801 au canton de Montrevault) et au district de Saint-Florent-le-Vieil, puis en 1800 l'arrondissement de Beaupreau et à sa disparition en 1857 à l'arrondissement de Cholet.
Après la Révolution éclate une insurrection royaliste et en 1793 celle de la guerre de Vendée. Tout l'Anjou sera concerné par ces événements.
Le bourg est incendié par les colonnes infernales au cours l'année 1794. Un premier massacre a lieu dans les premiers jours de février, un deuxième le 14 février, où 128 personnes trouvent la mort, et un troisième du 10 au 12 mars, dans la forêt de Leppo. Au total, 371 habitants du Fief-Sauvin trouvent la mort lors de la guerre de Vendée, dont 122 femmes et 102 enfants.
Le Fief-Sauvin absorbe Villeneuve entre 1790 et 1794. La paroisse de Villeneuve est supprimée en 1809 (ordonnance épiscopale du 20 février 1809) et réunie à celle du Fief-Sauvin.

### Époque contemporaine
À la fin du XIXe et le début du XXe siècle, la ligne Nantes-Cholet du Petit Anjou, réseau de chemin de fer secondaire, traverse le territoire du Fief-Sauvin, arrivant de Montrevault pour se diriger ensuite vers Beaupréau,. Une halte se situait sur cette ligne, à 5 km du bourg, à l'angle de la route de la Roche Thierry et de celle de Saint-Pierre-Beaupréau.
En 2014, un projet de fusion de l'ensemble des communes de l'intercommunalité se dessine. L'année suivante un projet de rapprochement des communes de l'intercommunalité est discuté,,,. Parallèlement, un projet de création d'une intercommunalité à l'échelle des Mauges est également discuté. Le 6 juillet 2015, les conseils municipaux de l'ensemble des communes du territoire communautaire votent la création d'une commune nouvelle baptisée Montrevault-sur-Èvre pour le 15 décembre 2015, dont la création a été officialisée par arrêté préfectoral du 5 octobre 2015.

## Politique et administration

### Administration municipale

#### Administration actuelle
Depuis le 15 décembre 2015, Le Fief-Sauvin constitue une commune déléguée au sein de la commune nouvelle de Montrevault-sur-Èvre et dispose d'un maire délégué.
| Période                                  | Période  | Identité         | Étiquette | Qualité |
| ---------------------------------------- | -------- | ---------------- | --------- | ------- |
| 15 décembre 2015                         | mai 2020 | Denis Raimbault  | SE        |         |
| mai 2020                                 |          | Dominique Audoin |           |         |
| Les données manquantes sont à compléter. |          |                  |           |         |

#### Administration ancienne
Les communes du Fief-Sauvin et de Villeneuve sont créées à la Révolution,.

### Jumelages
Entre 2005 et 2013, la commune était jumelée avec Ruynes-en-Margeride située dans le Cantal,,. Un comité de jumelage gère ensuite la recherche d'un nouveau partenariat, qui se concrétise en 2015 avec la commune de Thésée (Loir-et-Cher),.

### Ancienne situation administrative

#### Intercommunalité
La commune était intégrée à la communauté de communes du Montrevault Communauté, qui regroupait onze communes, dont Saint-Pierre-Montlimart et Le Puiset-Doré,. La communauté de communes était adhérente du syndicat mixte Pays des Mauges, structure administrative d'aménagement du territoire.
La communauté de communes Montrevault Communauté cesse d'exister le 15 décembre 2015 et ses compétences sont transférées à la commune nouvelle de Montrevault-sur-Èvre.

#### Autres circonscriptions
Jusqu'en 2014, Le Fief-Sauvin fait partie du canton de Montrevault et de l'arrondissement de Cholet. Ce canton comporte alors les onze même communes que l'intercommunalité. Dans le cadre de la réforme territoriale, un nouveau découpage territorial pour le département de Maine-et-Loire est défini par le décret du 26 février 2014. La commune est alors rattachée au canton de Beaupréau, avec une entrée en vigueur au renouvellement des assemblées départementales de 2015.
La commune fait partie de la sixième circonscription de Maine-et-Loire, composée de six cantons dont Champtoceaux, Montrevault et Saint-Florent-le-Vieil. Cette circonscription de Maine-et-Loire est l'une des sept circonscriptions législatives que compte le département.

## Population et société

### Évolution démographique
L'évolution du nombre d'habitants est connue à travers les recensements de la population effectués dans la commune depuis 1793. À partir du 1er janvier 2009, les populations légales des communes sont publiées annuellement dans le cadre d'un recensement qui repose désormais sur une collecte d'information annuelle, concernant successivement tous les territoires communaux au cours d'une période de cinq ans. 
Pour les communes de moins de 10 000 habitants, une enquête de recensement portant sur toute la population est réalisée tous les cinq ans, les populations légales des années intermédiaires étant quant à elles estimées par interpolation ou extrapolation. Pour la commune, le premier recensement exhaustif entrant dans le cadre du nouveau dispositif a été réalisé en 2004,.
En 2013, la commune comptait 1 666 habitants, en évolution de +4,78 % par rapport à 2008 (Maine-et-Loire : +3,3 %, France hors Mayotte : +2,49 %).
| 1793  | 1800 | 1806  | 1821  | 1831  | 1836  | 1841  | 1846  | 1851  |
| ----- | ---- | ----- | ----- | ----- | ----- | ----- | ----- | ----- |
| 1 554 | 787  | 1 369 | 1 640 | 1 769 | 1 749 | 1 720 | 1 777 | 1 773 |

| 1856  | 1861  | 1866  | 1872  | 1876  | 1881  | 1886  | 1891  | 1896  |
| ----- | ----- | ----- | ----- | ----- | ----- | ----- | ----- | ----- |
| 1 831 | 1 877 | 1 907 | 1 935 | 1 901 | 1 880 | 1 857 | 1 792 | 1 684 |

| 1901  | 1906  | 1911  | 1921  | 1926  | 1931  | 1936  | 1946  | 1954  |
| ----- | ----- | ----- | ----- | ----- | ----- | ----- | ----- | ----- |
| 1 616 | 1 564 | 1 489 | 1 337 | 1 311 | 1 326 | 1 325 | 1 318 | 1 416 |

| 1962  | 1968  | 1975  | 1982  | 1990  | 1999  | 2004  | 2009  | 2013  |
| ----- | ----- | ----- | ----- | ----- | ----- | ----- | ----- | ----- |
| 1 536 | 1 581 | 1 504 | 1 596 | 1 507 | 1 455 | 1 413 | 1 642 | 1 666 |

### Pyramide des âges
La population de la commune est relativement jeune. Le taux de personnes d'un âge supérieur à 60 ans (16,9 %) est en effet inférieur au taux national (21,8 %) et au taux départemental (21,4 %).
Contrairement aux répartitions nationale et départementale, la population masculine de la commune est supérieure à la population féminine (53 % contre 48,7 % au niveau national et 48,9 % au niveau départemental).
La répartition de la population de la commune par tranches d'âge est, en 2008, la suivante :
- 53 % d’hommes (0 à 14 ans = 23,9 %, 15 à 29 ans = 20,8 %, 30 à 44 ans = 20,6 %, 45 à 59 ans = 20,8 %, plus de 60 ans = 13,9 %) ;
- 47 % de femmes (0 à 14 ans = 22,8 %, 15 à 29 ans = 17,6 %, 30 à 44 ans = 20,2 %, 45 à 59 ans = 19,2 %, plus de 60 ans = 20,1 %).

| Hommes | Classe d’âge | Femmes |
| ------ | ------------ | ------ |
| 0,2    | 90 ans ou +  | 0,1    |
| 4,3    | 75 à 89 ans  | 8,0    |
| 9,4    | 60 à 74 ans  | 12,0   |
| 20,8   | 45 à 59 ans  | 19,2   |
| 20,6   | 30 à 44 ans  | 20,2   |
| 20,8   | 15 à 29 ans  | 17,6   |
| 23,9   | 0 à 14 ans   | 22,8   |

| Hommes | Classe d’âge | Femmes |
| ------ | ------------ | ------ |
| 0,4    | 90 ans ou +  | 1,1    |
| 6,3    | 75 à 89 ans  | 9,5    |
| 12,1   | 60 à 74 ans  | 13,1   |
| 20,0   | 45 à 59 ans  | 19,4   |
| 20,3   | 30 à 44 ans  | 19,3   |
| 20,2   | 15 à 29 ans  | 18,9   |
| 20,7   | 0 à 14 ans   | 18,7   |

### Enseignement
Située dans l'académie de Nantes, on ne trouve sur la commune du Fief-Sauvin qu'une seule école, l'école primaire privée Notre-Dame.

### Services publics
On trouve aussi une bibliothèque (Espace intergénérations). Il faut se rendre à Montrevault, siège de la communauté de communes, pour trouver d'autres structures : petite enfance, enfance, jeunesse, etc.
Un service de ramassage des ordures ménagères (collecte sélective) est assuré par le SIRDOMDI de Beaupréau. Créé en 1976, ce syndicat mixte assure la collecte et le traitement des ordures ménagères de cinquante-cinq communes de la région.

### Santé
Les structures de santé se trouvent à Montrevault, Saint-Pierre-Montlimart ou Beaupréau, comme la Maison de retraite médicalisée EHPAD Les Troënes (Saint-Pierre-Montlimart), l'établissement EHPAD MR Saint Martin (Beaupréau), le foyer de Vie Le Point du Jour (Beaupréau) ou l’hôpital Saint Martin (Beaupréau).

## Économie

### Tissu économique

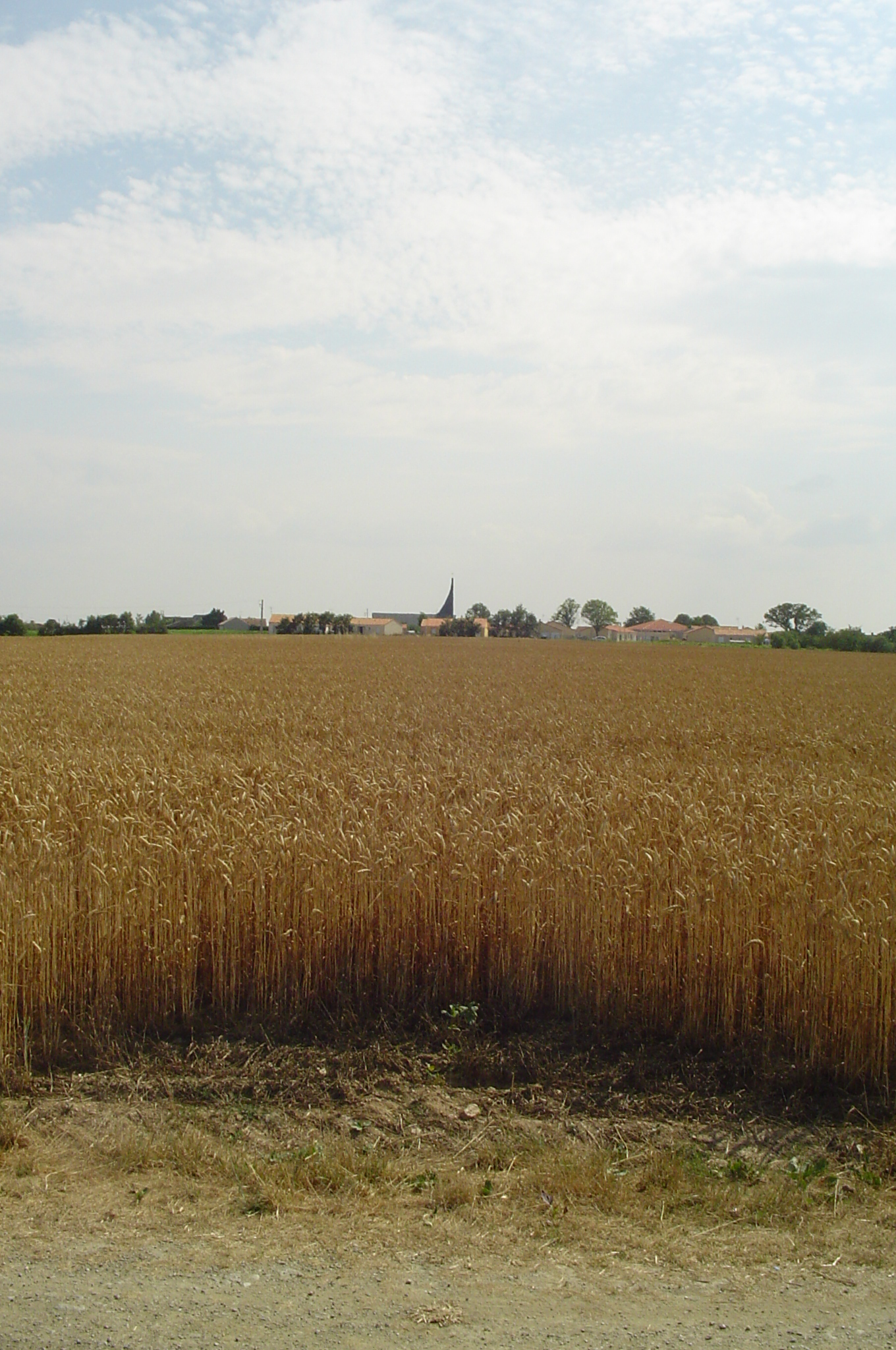
Champs de blé au Fief-Sauvin.

L'agriculture est la principale activité que l'on trouve sur la commune. Dans les années 1970, on y trouve 403 exploitations (polyculture et viticulture) et une fabrique de chaussures employant 130 ouvriers.
En 2010, sur les 127 établissements présents sur la commune, 54 % relevaient du secteur de l'agriculture (pour une moyenne de 17 % sur le département), 2 % du secteur de l'industrie, 12 % du secteur de la construction, 28 % de celui du commerce et des services et 4 % du secteur de l'administration et de la santé. Deux ans plus tard, en 2012, sur 133 établissements présents, 51 % relevaient du secteur de l'agriculture (pour une moyenne de 15 % sur le département), 2 % du secteur de l'industrie, 12 % du secteur de la construction, 30 % de celui du commerce et des services et 5 % du secteur de l'administration et de la santé.

### Tourisme
L'office de tourisme intercommunautaire se trouve dans les années 2010 sur la commune du Fuilet.

## Culture locale et patrimoine

### Sites classés
- Menhir de Bréau, datant de la fin du Néolithique[59], inscrit Monument historique[19].
- Oppidum protohistorique et gallo-romain, dit Camp de César, datant de l'époque gallo-romaine[59], rempart de terre et terrains archéologiques constituant le Camp de César, Monument historique PA00109104[60].

### Autres lieux et monuments

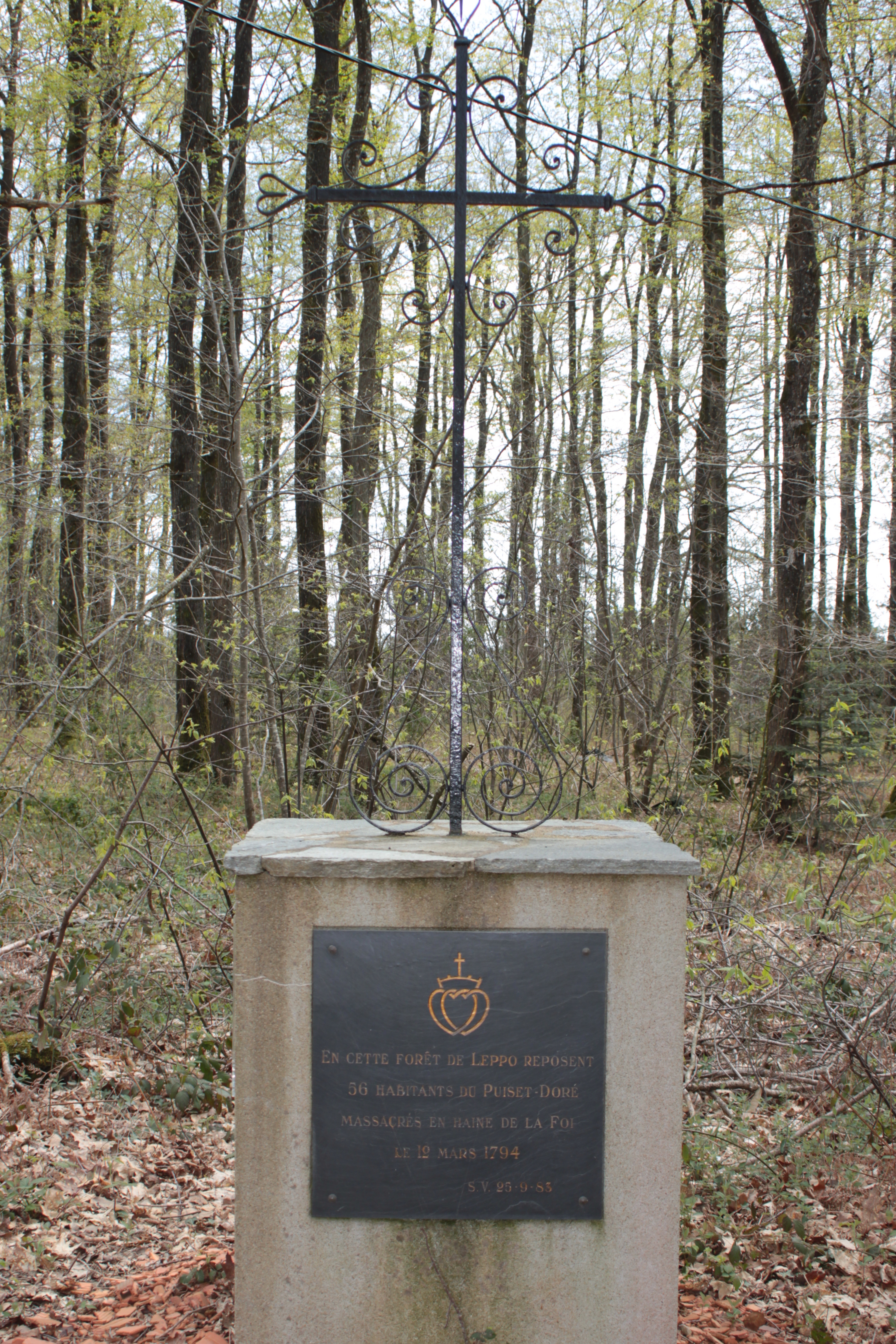
Croix aux 56 victimes puiset-doréennes des colonnes infernales, forêt de Leppo.

- Grotte de la Gabardière, datant de 1910, réalisée à l’image de celle de Lourdes[59].
- Monument aux morts inauguré en 1924, sur l'emplacement de l'ancien moulin à vent des Moulinards[56].

La commune comporte deux anciennes paroisses, l’une au bourg et l'autre à Villeneuve, :
- Église Notre-Dame du Fief-Sauvin, église initialement bâtie au XVe siècle, reconstruite en 1874[56], puis à nouveau en 1997, église contemporaine dont il ne reste de la précédente que le chœur et les vitraux[59] ;
- Église Notre-Dame de Villeneuve, construite en 1876, détruite par une tornade le 13 décembre 1978, reconstruite en 1981 et dont il ne reste aujourd'hui que le clocher[15],[59].